# Алтендорф (Швандорф)
Алтендорф (њем. Altendorf) општина је у њемачкој савезној држави Баварска. Једно је од 33 општинска средишта округа Швандорф. Према процјени из 2010. у општини је живјело 950 становника. Посједује регионалну шифру (AGS) 9376112.

## Географија
Алтендорф се налази у савезној држави Баварска у округу Швандорф. Општина се налази на надморској висини од 337 метара. Површина општине износи 23,2 km².

## Становништво
У самом мјесту је, према процјени из 2010. године, живјело 950 становника. Просјечна густина становништва износи 41 становника/km².